# 細真巨口魚
細真巨口魚（学名：Eustomias leptobolus）为輻鰭魚綱巨口鱼目巨口鱼科的其中一種。分布於中西大西洋區，從佛羅里達至古巴海域，為深海魚類。

## 扩展阅读
維基物種上的相關：細真巨口魚